# Julius Korir
Julius Korir (Nandi, 21 aprile 1960) è un ex siepista, mezzofondista e maratoneta keniota, campione olimpico dei 3000 m siepi ai Giochi di Los Angeles 1984.

## Palmarès
| Anno | Manifestazione          | Sede          | Evento         | Risultato | Prestazione | Note                          |
| ---- | ----------------------- | ------------- | -------------- | --------- | ----------- | ----------------------------- |
| 1982 | Campionati africani     | Il Cairo      | 3000 m siepi   | Argento   | 8'32"20     |                               |
| 1982 | Giochi del Commonwealth | Brisbane      | 3000 m siepi   | Oro       | 8'23"94     |                               |
| 1983 | Mondiali                | Helsinki      | 3000 m siepi   | 7º        | 8'20"11     |                               |
| 1984 | Giochi olimpici         | Los Angeles   | 3000 m siepi   | Oro       | 8'11"80     | Miglior prestazione personale |
| 1990 | Mondiali di cross       | Aix-les-Bains | Corsa seniores | Bronzo    | 34'22"      |                               |
| 1990 | Mondiali di cross       | Aix-les-Bains | A squadre      | Oro       | 42 p.       |                               |

## Altre competizioni internazionali
1988
- 7º alla Dam tot Dam ( Zaandam), 10 miglia - 47'18"

1990
- Bronzo alla Grand Prix Final ( Atene), 3000 m siepi - 8'25"19
- Oro alla Route du Vin Half Marathon ( Remich) - 1h01'18"
- Argento alla 10 miglia di Anversa ( Anversa) - 47'49"
- 7º alla Dam tot Dam ( Zaandam), 10 miglia - 48'06"
- Oro alla Silvesterlauf ( Natternbach), 7,5 km
- 7º al Cross Zamudio ( Bilbao) - 32'28"
- 4º al Cross delle Pradelle ( Lozzo di Cadore) - 30'02"

1991
- Oro alla Grand Prix Final ( Barcellona), 5000 m piani - 13'22"14
- Oro alla Route du Vin Half Marathon ( Remich) - 1h00'31"
- 10º alla Dam tot Dam ( Zaandam), 10 miglia - 48'07"
- Oro alla Naturgaslob ( Copenaghen) - 28'33"
- 8º al Cross Internacional Memorial Juan Muguerza ( Elgoibar)
- 20º al Cross Internacional Zornotza ( Amorebieta-Etxano) - 36'24"
- 13º al Cross Auchan Tourcoing ( Tourcoing) - 30'44"

1992
- 17º al Nairobi International Crosscountry ( Nairobi) - 30'09"

1993
- Oro alla Braunschweig City Race ( Braunschweig), 11,5 km - 34'22"
- Oro alla Essen City Race ( Essen) - 28'15"
- Oro alla Schwäbisch Haller Dreikönigslauf ( Schwäbisch Hall) - 30'12"

1994
- Oro alla Route du Vin Half Marathon ( Remich) - 1h01'28"
- Argento alla Nacht von Borgholzhausen ( Borgholzhausen), 10 miglia - 48'00"

1995
- 21º alla Route du Vin Half Marathon ( Remich) - 1h03'56"
- Argento alla Mezza maratona di Oslo ( Oslo) - 1h05'38"

1996
- Bronzo alla Maratona di Stoccolma ( Stoccolma) - 2h15'51"
- 5º alla Lidingöloppet ( Lidingö), 30 km - 1h37'02"
- 4º alla Route du Vin Half Marathon ( Remich) - 1h01'26"
- Oro alla Mezza maratona di Oslo ( Oslo) - 1h04'06"

1997
- 8º alla Maratona di Enschede ( Enschede) - 2h17'20"
- 5º alla BIG 25 ( Berlino), 25 km - 1h16'50"
- 7º alla Mezza maratona di Göteborg ( Göteborg) - 1h04'53"